# Шахтёры (фильм)
«Шахтёры» — советский художественный фильм, снятый на киностудии «Ленфильм» в 1937 году Сергеем Иосифовичем Юткевичем.
Фильм «Шахтёры» стал первой большой ролью в кино для Марка Бернеса. До этого Бернес снимался только в эпизодической роли в фильме «Заключённые».

## Сюжет
Действие фильма происходит в небольшом городе в Донбассе. Начальник шахты Чуб подыгрывает троцкистам и бандитам, которые есть на шахте. По направлению обкома на шахту поступает Семён Примак. Он противостоит начальнику.
Забойщик Матвей Бобылев добывает уголь новым методом, несмотря на противостояние.

## Съёмочная группа
- Режиссёр — Сергей Юткевич
- Автор сценария — Алексей Каплер
- Оператор — Жозеф Мартов
- Композитор — Борис Гольц
- Директор картины — Яков Анцелович

## В ролях
- Борис Пославский — Семён Петрович Примак
- Юрий Толубеев — Василий Иванович Чуб
- Владимир Лукин — Матвей Бобылёв
- Нина Русинова — Ольга Бобылёва
- Зоя Фёдорова — Галка, шахтёрка
- Алексей Матов — Пётр Цезаревич, садовник
- Ольга Беюл — Горпина Васильевна, жена садовника
- Ефим Альтус — Ефим Файвужинский
- Степан Каюков — Лошадёв
- Марк Бернес — Красовский, шпион
- Георгий Горбунов — Денисов
- Александр Чекаевский — Бобылёв, один из братьев
- Александр Чистяков — Никанор
- Пётр Андриевский — Белза
- Константин Сорокин — Хромченко (нет в титрах)
- Борис Тенин — чекист (нет в титрах)